# Pterostillichus
Pterostillichus is een geslacht van kevers uit de familie van de loopkevers (Carabidae). De wetenschappelijke naam van het geslacht is voor het eerst geldig gepubliceerd in 1949 door Straneo.

## Soorten
Het geslacht Pterostillichus is monotypisch en omvat slechts de volgende soort:
- Pterostillichus caecus Straneo, 1949